# Princípio da irretroatividade penal
O princípio da irretroatividade penal proíbe que, uma vez determinada por Lei como conduta ilícita, os efeitos penais, incriminantes e condenatórios dessa Lei retroajam anteriormente à vigência dessa.  Assim sendo, a prática de uma conduta delituosa  punível se praticada após a vigência da Lei que a proscreve. Por conseguinte, toda prática dessa conduta antes da vigência torna-se intocável pelo Direito Penal, seguindo lícita e não punindo seu autor. O efeito ex tunc  é vedado in malam partem, isto é, pra punir.
No entanto, a Lei proibiu apenas a retroatividade em prejuízo ao agente. Como a Lei não proibiu a retroatividade benéfica, se tem que, do princípio da irretroatividade penal surge o princípio da retroatividade benéfica penal.
No Brasil, o princípio da irretroatividade maléfica penal está garantido na Constituição Federal de 1988, a qual, em seu artigo 5º inciso XXXIX exige que: "Não há crime sem lei ANTERIOR que o defina, nem pena sem PRÉVIA cominação legal."